# Bienville (Louisiana)
Bienville és una població dels Estats Units a l'estat de Louisiana. Segons el cens del 2000 tenia 262 habitants.

## Demografia
Segons el cens del 2000, Bienville tenia 262 habitants, 115 habitatges, i 70 famílies. La densitat de població era de 9,2 habitants/km².
Dels 115 habitatges en un 24,3% hi vivien nens de menys de 18 anys, en un 44,3% hi vivien parelles casades, en un 11,3% dones solteres, i en un 38,3% no eren unitats familiars. En el 38,3% dels habitatges hi vivien persones soles el 21,7% de les quals corresponia a persones de 65 anys o més que vivien soles. El nombre mitjà de persones vivint en cada habitatge era de 2,28 i el nombre mitjà de persones que vivien en cada família era de 2,97.
Per edats la població es repartia de la següent manera: un 23,7% tenia menys de 18 anys, un 5,7% entre 18 i 24, un 22,5% entre 25 i 44, un 27,1% de 45 a 60 i un 21% 65 anys o més.
L'edat mediana era de 43 anys. Per cada 100 dones de 18 o més anys hi havia 88,7 homes.
La renda mediana per habitatge era de 20.227 $ i la renda mediana per família de 20.909 $. Els homes tenien una renda mediana de 30.417 $ mentre que les dones 17.143 $. La renda per capita de la població era de 12.656 $. Entorn del 23,2% de les famílies i el 22,7% de la població estaven per davall del llindar de pobresa.

## Poblacions més properes
El següent diagrama mostra les poblacions més properes.